# میکیتا تاتارکوف
میکیتا تاتارکوف (اوکراینی: Микита Станіславович Татарков؛ زادهٔ ۴ ژانویهٔ ۱۹۹۵) بازیکن فوتبال اهل اوکراین است.
از باشگاه‌هایی که در آن بازی کرده‌است می‌توان به باشگاه فوتبال کریفباس کریفیی ریه، باشگاه فوتبال متالورگ زاپروژیا، باشگاه فوتبال پیونیک، باشگاه فوتبال چورنومورتس اودسا، باشگاه فوتبال شاختیور سالیهورسک، و باشگاه فوتبال فورسکلا پولتاوا اشاره کرد.
وی همچنین در تیم‌های ملی فوتبال Ukraine national under-19 football team و زیر ۲۰ سال اوکراین بازی کرده‌است.